# Denumire de origine controlată
Denumirea de origine controlată (DOC) reprezintă un nume geografic al unei podgorii, centru viticol sau localitate, ce identifică originea vinurilor provenite din acel teritoriu delimitat, cu caracteristici de calitate datorate exclusiv factorilor naturali și umani din acel teritoriu.
În România, normele tehnice pentru producerea vinurilor cu denumire de origine controlată și a vinurilor cu indicație geografică sunt elaborate de Oficiul Național al Denumirilor de Origine pentru Vinuri (ONDOV), cu consultarea Oficiului Național al Viei și Vinului (ONVV) și a organizațiilor de producători de vinuri din arealul vizat.
În Republica Moldova, Denumirile de origine (DO) protejate pe teritoriul Republicii Moldova se stabilesc în conformitate cu Legea nr. 66-XVI din 27.03.2008 privind protecția indicațiilor geografice, denumirilor de origine și specialităților tradiționale garantate.
În România, în funcție de stadiul de maturare a strugurilor și de caracteristicile lor calitative la cules, vinurile cu denumire de origine controlată se clasifică astfel:
a) DOC-CMD – vin cu denumire de origine controlată din struguri culeși la maturitate deplină;
b) DOC-CT – vin cu denumire de origine controlată din struguri culeși târziu; 
c) DOC-CIB – vin cu denumire de origine controlată din struguri culeși la înnobilarea boabelor.